# Cary Guffey
Cary Guffey (Douglasville, Georgia, el 10 de mayo de 1972) es un conocido actor infantil.

## Carrera en el cine
Con cinco años interpreta su papel más conocido en la película de Steven Spielberg Encuentros en la tercera fase, donde es Barry Guiler. 
En 1979 rueda junto a Bud Spencer El sheriff y el pequeño extraterrestre y, un año más tarde, la secuela El supersheriff.
En 1980 el director Stanley Kubrick lo elige para rodar El resplandor como Danny Torrance pero, ante la negativa de los padres a permitir que trabaje en una película de terror, el papel acaba siendo interpretado por Danny Lloyd.
En 1983 trabaja en la serie Los mejores años de mi vida y rueda una película junto a Burt Reynolds llamada As de plumas.
En este mismo año de 1983 actúa en la serie Chiefs, protagonizada por Charlton Heston.
En 1984 trabaja en dos películas de bajo presupuesto, The Bear y Night Shadows.
Finalmente, en 1985 se retira tras rodar Poison Ivy y trabajar en la serie Norte y Sur, en el papel de Billy Hazzard mientras era un niño.
Hoy en día (2007) está desvinculado de la industria cinematográfica, vive en Birmingham, Alabama y trabaja en el campo de los servicios financieros. para Merrill Lynch y posteriormente para PNC Investments.